# Eligma gloriosa
Eligma gloriosa är en fjärilsart som beskrevs av Holland 1893. Eligma gloriosa ingår i släktet Eligma och familjen trågspinnare. Inga underarter finns listade i Catalogue of Life.